# K.u.k. Husaren
Die k.u.k. Husaren (in der ungarischen Landwehr: k.u. Husaren) waren neben den Dragonern und Ulanen eine der Truppengattungen der Kavallerie der Gemeinsamen Armee und der k.u. Landwehr in der Zeit von 1867 bis 1918.
In der k.k. Landwehr gab es keine Husaren.
Die österreichische Monarchie musste, geschwächt durch den verlorenen Krieg von 1866 gegen Preußen, Ungarn mit dem Österreichisch-Ungarischen Ausgleich vom 15. März 1867 praktisch die Autonomie gewähren. Deswegen wurde in der ungarischen Reichshälfte unverzüglich begonnen, eine eigene Armee aufzustellen, die den Namen königlich ungarische Landwehr („Magyar Királyi Honvédség“) erhielt. Die Kavallerie der ungarischen Landwehr bestand aus den Landwehr-Husaren.
Daraufhin begann auch die österreichische Reichshälfte eine Landwehr zu errichten, die als k.k. Landwehr bezeichnet wurde und deren Kavalleriekomponente aus Ulanen bestand. Neben den beiden Landwehren existierte noch die Gemeinsame Armee. So gab es in Österreich-Ungarn praktisch drei Armeen gleichzeitig nebeneinander.

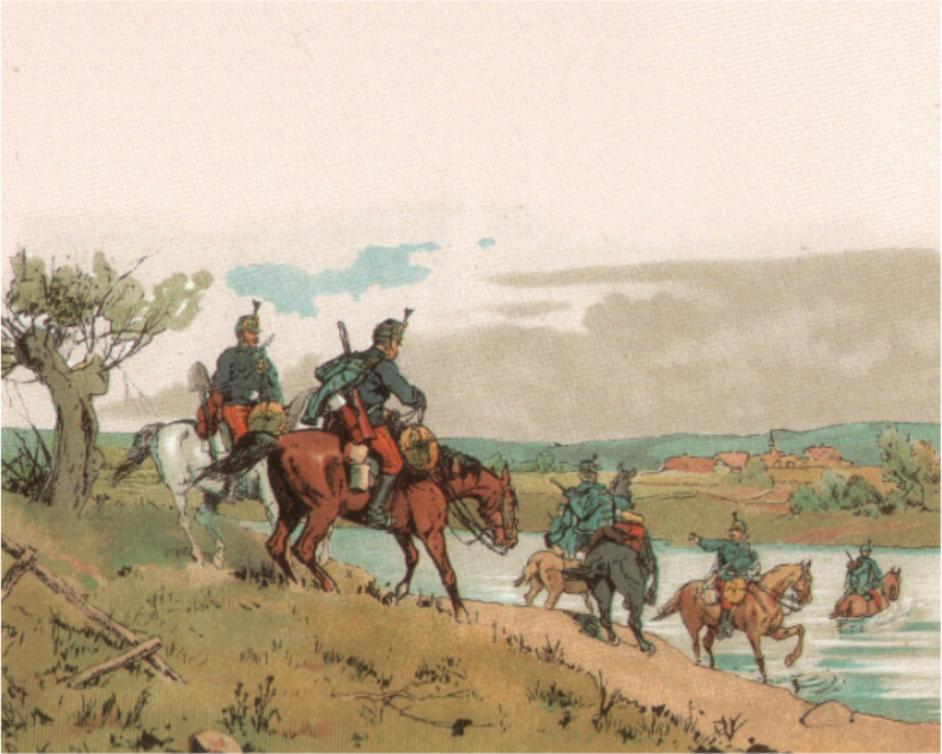
K.u.k. Husaren um 1910

## Organisation
Die gemeinsame Armee verfügte über 16 Husarenregimenter, die k.u. Landwehr über zehn Husarenregimenter. Traditionsgemäß rekrutierten sich die Husaren vorwiegend aus dem ungarischen Königreich, zu dem auch Teile des heutigen Serbien, Rumänien mit Siebenbürgen und Banat, Kroatien und der Slowakei (sog. Oberungarn) gehörten. Die Regimenter waren, mit wenigen Ausnahmen, alle dort stationiert.
Die k.u.k. Kavallerie-Regimenter bestanden aus je zwei Divisionen (Bataillonen) mit je drei Eskadronen.

## Die k.u.k. Husaren 1914
- K.u.k. Husarenregiment „Kaiser“ Nr. 1

- K.u.k. Husarenregiment „Friedrich Leopold von Preußen“ Nr. 2

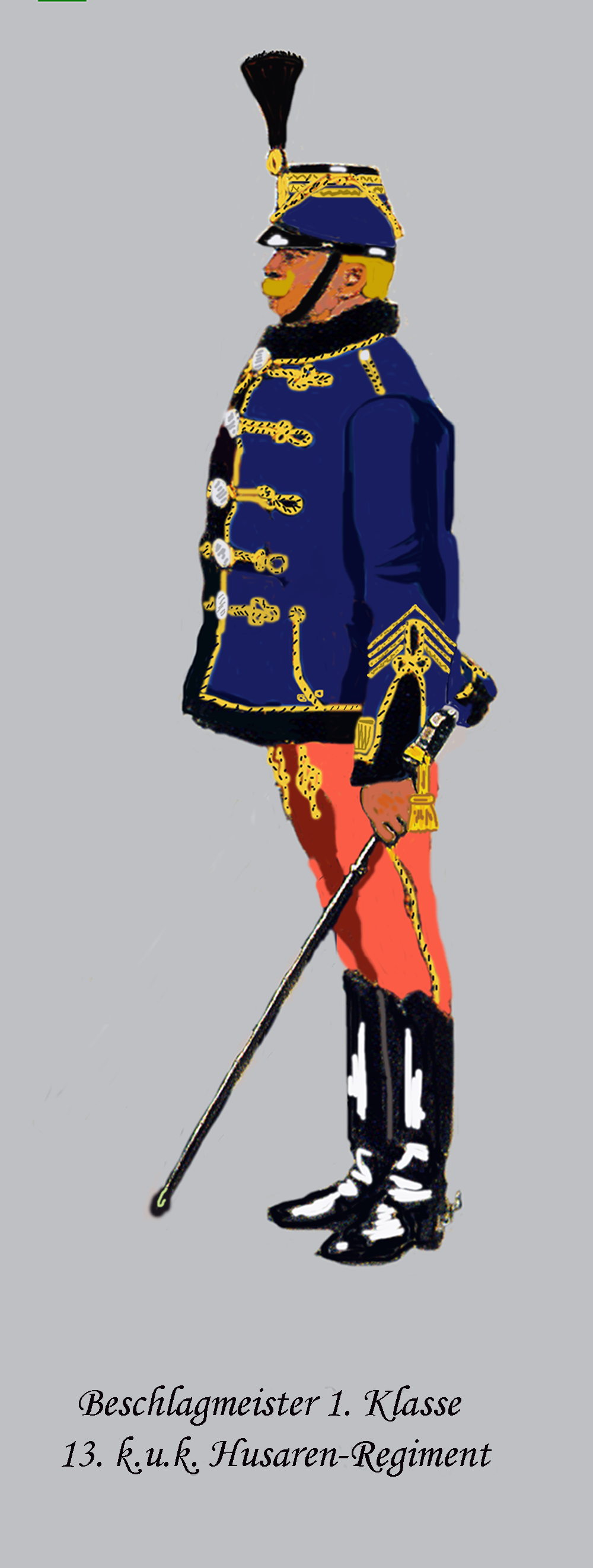
Beschlagmeister 1. Klasse in dunkelblauem Pelz

- K.u.k. Husarenregiment „Graf von Hadik“ Nr. 3

- K.u.k. Husarenregiment „Arthur Herzog von Connaught und Strathearn“ Nr. 4

- K.u.k. Husarenregiment „Graf Radetzky“ Nr. 5

- K.u.k. Husarenregiment „Wilhelm II. König von Württemberg“ Nr. 6

- K.u.k. Husarenregiment „Wilhelm II. Deutscher Kaiser und König von Preußen“ Nr. 7

- K.u.k. Husarenregiment „von Tersztyánszky“ Nr. 8

- K.u.k. Husarenregiment „Graf Nádasdy“ Nr. 9

- K.u.k. Husarenregiment „Friedrich Wilhelm III. König von Preußen“ Nr. 10

- K.u.k. Husarenregiment „Ferdinand I. König der Bulgaren“ Nr. 11

- K.u.k. Husarenregiment (Vacant) Nr. 12

- K.u.k. Husarenregiment „Wilhelm Kronprinz des Deutschen Reiches und Kronprinz von Preußen“ Nr. 13

- K.u.k. Husarenregiment „von Kolossváry“ Nr. 14

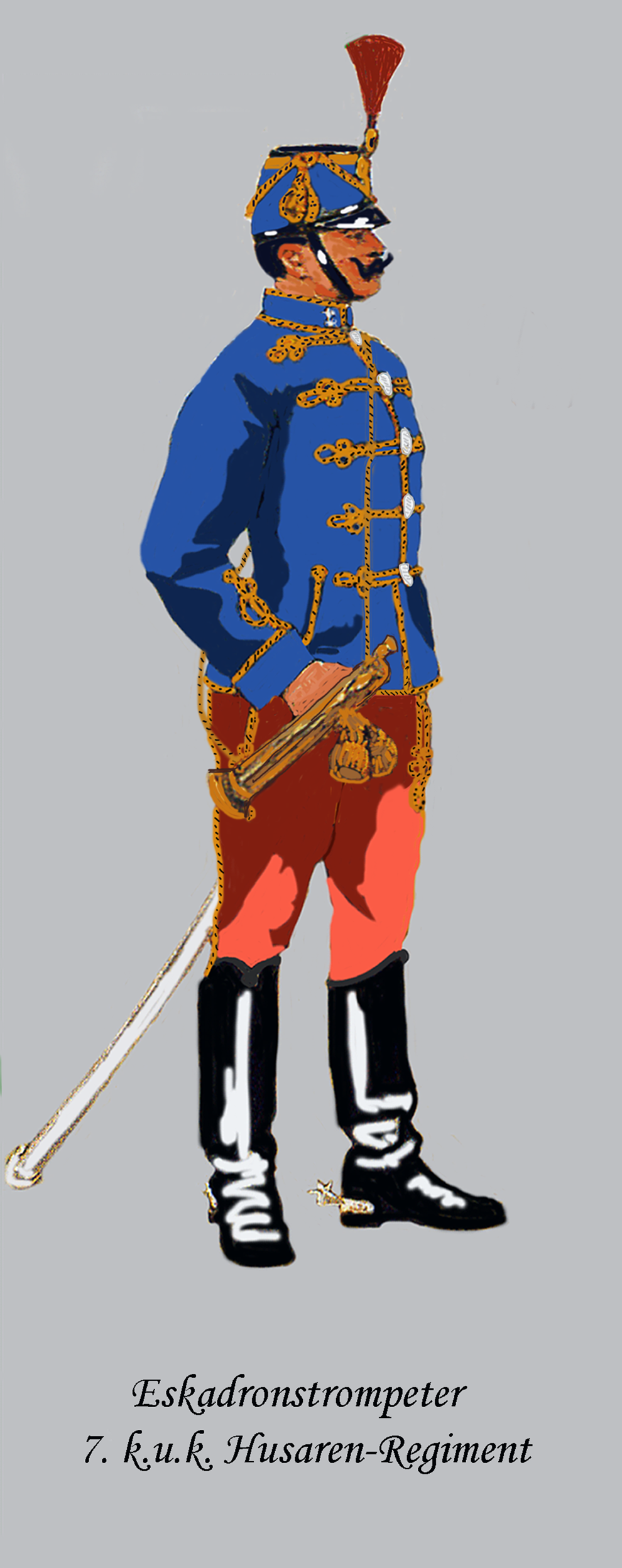
Eskadronstrompeter Husaren Rgt Nr. 7 in lichtblauer Attila

- K.u.k. Husarenregiment „Erzherzog Franz Salvator“ Nr. 15

- K.u.k. Husarenregiment „Graf Üxküll-Gyllenband“ Nr. 16

## Die k.u. Honvéd Husaren

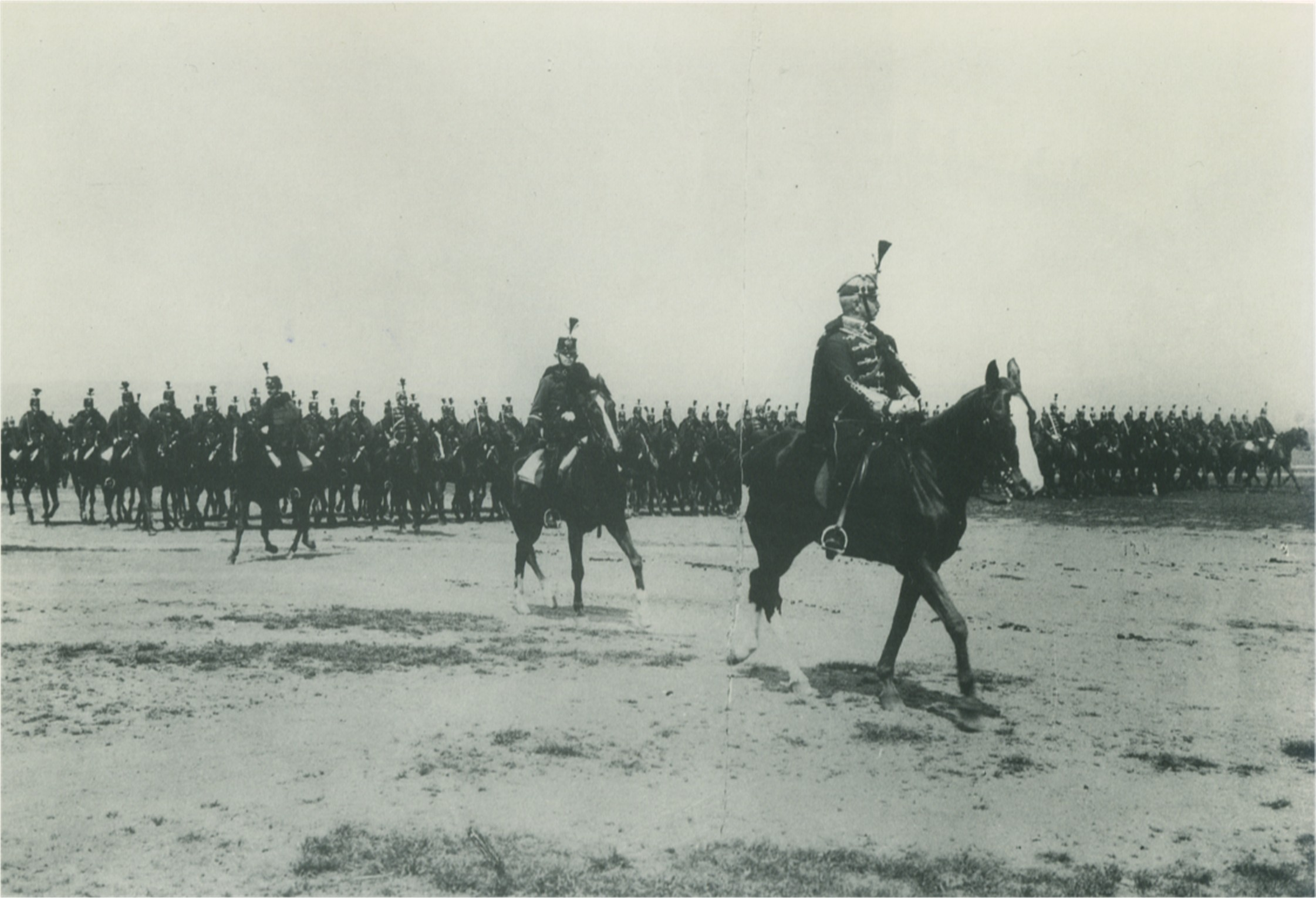
k.u.k. Husaren Parade

- Budapester Honvéd Husaren Rgt 1

19. Honvéd Kavallerie Brigade – 5. Honvéd Kavallerie-Division
Kommandant: Oberst Colbert Zech von Deybach Freiherr von Hart und Sulz

(Debachi Zech Colbert harti ès sulzi baró ezredes)
- Debreczener Honvéd Husaren Rgt 2

22. Honvéd Kavallerie Brigade – 11. Honvéd Kavallerie Truppendivision
Kommandant: Oberstleutnant Johann Flór

(Flór János alezredes)
- Szegeder Honvéd Husaren Rgt 3

22. Honvéd Kavallerie Brigade – 11. Honvéd Kavallerie Truppendivision
Kommandant: Oberstleutnant Árpád Cserépy von Kisruszka

(Kisruszkai Cserépy Árpád alezredes)
- Szabadkaer Honvéd Husaren Rgt 4

I., II. Esk. 23. Honvéd Infanterie-Truppendivision
III., IV. Esk. 20. Honvéd Infanterie-Truppendivision
V., VI. Esk. 41. Honvéd Infanterie-Truppendivision
Kommandant: Oberstleutnant Nikolaus Jankovich von Jeszenicze

(Jesceniczai Jankovich Miklos alezredes)
- Kassaer Honvéd Husaren Rgt 5

24. Honvéd Kavallerie Brigade – 11. Honvéd Kavallerie Truppendivision
Kommandant: Oberst Paul Hegedüs

(Hegedüs Pál ezredes)
- Zalaegerszeger Honvéd Husaren Rgt 6

23. Honvéd Kavallerie Brigade – 5. Honvéd Kavallerie Truppendivision
Kommandant: Oberstleutnant Ladislaus Forster von Szenterzsébet
(Szenterzsébeti Forster László alezredes)
- Pápaer Honvéd Husaren Rgt 7

23. Honvéd Kavallerie Brigade – 5. Honvéd Kavallerie Truppendivision
Kommandant: Oberst Johann Graf Lubienski

(Gróf Lubienski János ezredes)
- Pécser Honvéd Husaren Rgt 8

19. Honvéd Kavallerie Brigade – 5. Honvéd Kavallerie Truppendivision
Kommandant: Oberstleutnant Alexius Thege von Konkily

(Konkoly Thege Elek alezredes)
- Maros-Vásárhelyer Honvéd Husaren Rgt 9

24. Honvéd Kavallerie Brigade -1. Honvéd Kavallerie Truppendivision
Kommandant: Oberst Koloman Géczy von Garamszeg

(Garamszegi Gèczy Kálmán ezredes)
- Varaždiner Honvéd Husaren Rgt 10

I., II. Esk. 36. Honvéd Infanterie-Truppendivision
III., IV. Esk. 42. Honvéd Infanterie-Truppendivision
V., VI. Esk. 13. Honvéd Infanteriebrigade
Kommandant Oberstleutnant Alois Hauer

(Hauer Alajos alezredes)

## Uniform
Die k.u.k. und die k.u. Husaren waren vom Grundsatz her gleich adjustiert.
- Tschako

Als Kopfbedeckung diente ab 1872 sowohl zum normalen Dienst als auch zur Parade der Tschako (auch Czako), der den 1863 eingeführten Kutsma ersetzte. Er bestand aus dem sog. Tschakostock samt Deckel, dem Sonnenschirm, dem Kinnriemen, dem Doppeladleremblem, der Rose, dem Rosshaarbusch und der Schnurverzierung. Auf der Außenseite war der Tschakostock mit Tuch in der Egalisierungsfarbe des Regiments überzogen. Der Deckel bestand aus schwarzem, lackiertem Leder in ovaler Form. In der vorderen Mitte des Stocks befand sich die aus Leder gefertigte Hülse für die Rose und den Haarbusch. Am Stock war am unteren Rand der außen schwarz lackierte, aus Leder gefertigte Schirm angesetzt. Die Ansatznaht war mit Kalbsleder abgedeckt. Der Kinnriemen lag auf dem Schirm auf. An der Front des Tschakos befand sich das Doppeladleremblem, ähnlich dem der Infanterie, jedoch mit einem Brustschild versehen. Der Brustschild war mit der Regimentsnummer (in arabischen Ziffern) durchstanzt und mit schwarzem Kalbsleder hinterlegt. Das Emblem reichte bis an den Deckelrand bzw. bis an die Hülse für den Haarbusch. Die Rose bestand aus zwei in Kegelstumpfform gepressten und über einen Holzkern gestülpten Messingblechteilen, von welchen der vordere 4 und der hintere 3 kreisförmige Rippen hatte.
Beide wiesen ein vertieftes Mittelfeld auf. Vorn befand sich der „Allerhöchste Namenszug“ (FJI für die k.u.k. und IFJ für die k.u.) in der Vertiefung. An der Rückseite waren eine konische Hülse und eine Drahtschlinge angelötet. In die Hülse wurde der Rosshaarbusch eingesteckt. Er war 12 cm lang und von schwarzer, bei den Trompetern von roter Farbe. Die Rosshaare wurden auf der Drahtschlinge festgebunden.
Typisch für die Art der ungarischen Uniformierung war die Schnurverzierung (Vitéz Kötés, auf Deutsch etwa Heldenschnur). Sie bestand aus einer 7 mm starken vierkantigen Schafwollschnur in gelb und schwarz. Doppelt gelegt, hatte die Schnur eine Länge von etwas über 34 cm und wurde am Ende von einem 1,5 cm breiten Schlussknopf zusammengehalten; in diesem waren auch zwei in der Doppellage 4 cm lange, dünnere Schnüre befestigt, welche jede ein flaches, rundes Geflecht aus gesponnener gelber und schwarzer Schafwolle trugen (Bouillons). Diese kamen an der rechten Seite des Tschakos zu liegen.
Beim Offizierstschako war der Schirm innen mit grünem Leder abgefüttert und hatte am freien Rand eine Einfassung von schwarzem Lackleder. Der Adler und die Rose bestanden aus vergoldetem Blech. Die Schnurverzierung hatte am unteren Ende der Rundgeflechte je eine 4,6 cm lange, eichelförmige Verlängerung. Auf der einen befand sich der entsprechende Namenszug, auf der anderen ein gesticktes Doppeladleremblem. Zum Offizierstschako gehörte noch ein Schutzbehälter aus mit Seide gefüttertem Wachstuch.
- Attila

Traditionsgemäß trugen die Husaren die sog. Attila, die sich stark an die ungarische Nationaltracht anlehnt. Sie konnte mit je fünf sogenannten Oliven geschlossen werden. Die Schöße -aus zwei Vorderteilen und einem Rückenteil bestehend- bildeten hinten zwei durch Nähte geschlossene Falten. In den vorderen Schoßteilen befand sich je eine schräg eingeschnittene Tasche mit Schnureinfassung. Beide Ärmel waren am Rand mit einem Schlitz ausgestattet, an dessen Rand entlang und parallel zur Ärmelkante ein Schnurbesatz lief, der in der Mitte ein Vitéz Kötés bildete.
Der Stehkragen war aus Rocktuch hergestellt. Der Rand, der Kragenansatz sowie der freie Rand der Schoßteile hatte einen Schnurbesatz, der hinten in der Kragenmitte ein Kleeblatt bildete. Auch die beiden Rückennähte waren mit Schnur besetzt. Diese beiden Schnüre endeten auf beiden Schulterblättern in je einer Schlinge. Nach unten hin endeten sie in einem Vitéz Kötés.
Fünf Paar Brustschlingen, aus doppelt gelegten Schnüren, bildeten an den Enden je ein Kleeblatt. Auf der linken Achsel gab es eine Achselschlinge aus doppelt gelegter Schnur mit einem kleinen Knopf in der Farbe der Oliven.
Die Offiziersattila glich im Schnitt jenen der Mannschaften, war jedoch bedeutend aufwendiger ausgestattet. Die Dienstgradabzeichen brachte man in der gleichen Art wie am Waffenrock der anderen Waffengattungen an, die Borten der Stabsoffiziere an den Ärmeln hatten eine zugespitzte Form und wiesen eine sog. Sujtásverzierung auf.
- Pelzattila

Die Pelzattila, aus Rocktuch bestehend, hatte außen Verzierungen aus Schnüren und Röschen. Das Material dazu bestand aus Schafwolle. Darüber hinaus wies sie im Leib und in den Schößen eine Verbrämung von schwarzem und eine Fütterung von weißem Lammfell auf. In beide Schoßteile war je eine schräg geschnittene und mit Schnurverzierungen ausgestattete Tasche angebracht. Die Ärmelmündungen hatten einen Pelzbesatz. Der Stehkragen wurde aus schwarzem Lammfell gefertigt. Die Anhängeschnur war an den Kragenenden angenäht und rechts mit einem Knebel sowie links mit einer Schlinge versehen. Der Ansatz des Kragens, des Pelzbesatzes und der Ärmelschlitz wiesen eine Schnurverzierung auf. Geschlossen wurde die Pelzattila nach demselben System wie die normale Attila. Offiziere führten schwarzes Lammfellfutter.
- Stiefelhose

Die Stiefelhose war, wie bei der gesamten Kavallerie, von krapproter Farbe. Im Gesäß weit geschnitten, lag die Hose an den Waden eng an. Auf den beiden Oberschenkeln wurde von Schnüren ein Vitéz Kövés gebildet. Ebenfalls hatten die Seitennähte Schnurverzierungen. In den vorderen Schenkelteilen war je eine schräge Tasche eingelassen. Die Hose konnte auf der Sitzfläche mit gleichfarbigem Hosenstoff verstärkt werden.
- Stiefel

Die Stiefel der Husaren wurden „Tschismen“ genannt (ung. csizma, kroat. čizma). Im Unterschied zu anderen Kavalleriestiefeln waren sie eleganter ausgefertigt: Vorne mit einem nach unten gerichteten Ausschnitt, hinten bogenförmig nach oben geschnitten. Der Rand hatte eine 8 mm breite Verzierung aus Flachschnur, vorne eine Rosette von 2,5 cm Durchmesser. Flachschnur und Rosette bestanden aus gepresstem Oberleder. Offiziere hatten am oberen Rand der Tschismen eine geflochtene Lederschnur. Bei Paraden wurden goldene, schwarzmelierte Rosetten getragen.

### Egalisierung der k.u.k. Regimenter
| Regiment | Attila     | Oliven | Tschakoüberzug |
| -------- | ---------- | ------ | -------------- |
| 8        | dunkelblau | gelb   | krapprot       |
| 3        | dunkelblau | gelb   | weiß           |
| 1        | dunkelblau | gelb   | dunkelblau     |
| 15       | dunkelblau | gelb   | aschgrau       |
| 5        | dunkelblau | weiß   | krapprot       |
| 9        | dunkelblau | weiß   | weiß           |
| 13       | dunkelblau | weiß   | dunkelblau     |
| 11       | dunkelblau | weiß   | aschgrau       |
| 14       | lichtblau  | gelb   | krapprot       |
| 2        | lichtblau  | gelb   | weiß           |
| 10       | lichtblau  | gelb   | lichtblau      |
| 6        | lichtblau  | gelb   | aschgrau       |
| 4        | lichtblau  | weiß   | krapprot       |
| 12       | lichtblau  | weiß   | weiß           |
| 7        | lichtblau  | weiß   | lichtblau      |
| 16       | lichtblau  | weiß   | aschgrau       |

Die k.u. Landwehr Husaren trugen alle die dunkelblaue Attila. Untereinander waren sie nur an der Nummer am Tschako zu unterscheiden. Im Gegensatz zu den k.u.k. Husaren war hier die Verschnürung von roter Farbe und einfacher ausgestaltet, (die Brustverschnürung ohne Schlingen an den Enden – sog. gerade Formgebung) der Rosshaarbusch war weiß.

### Adjustierung

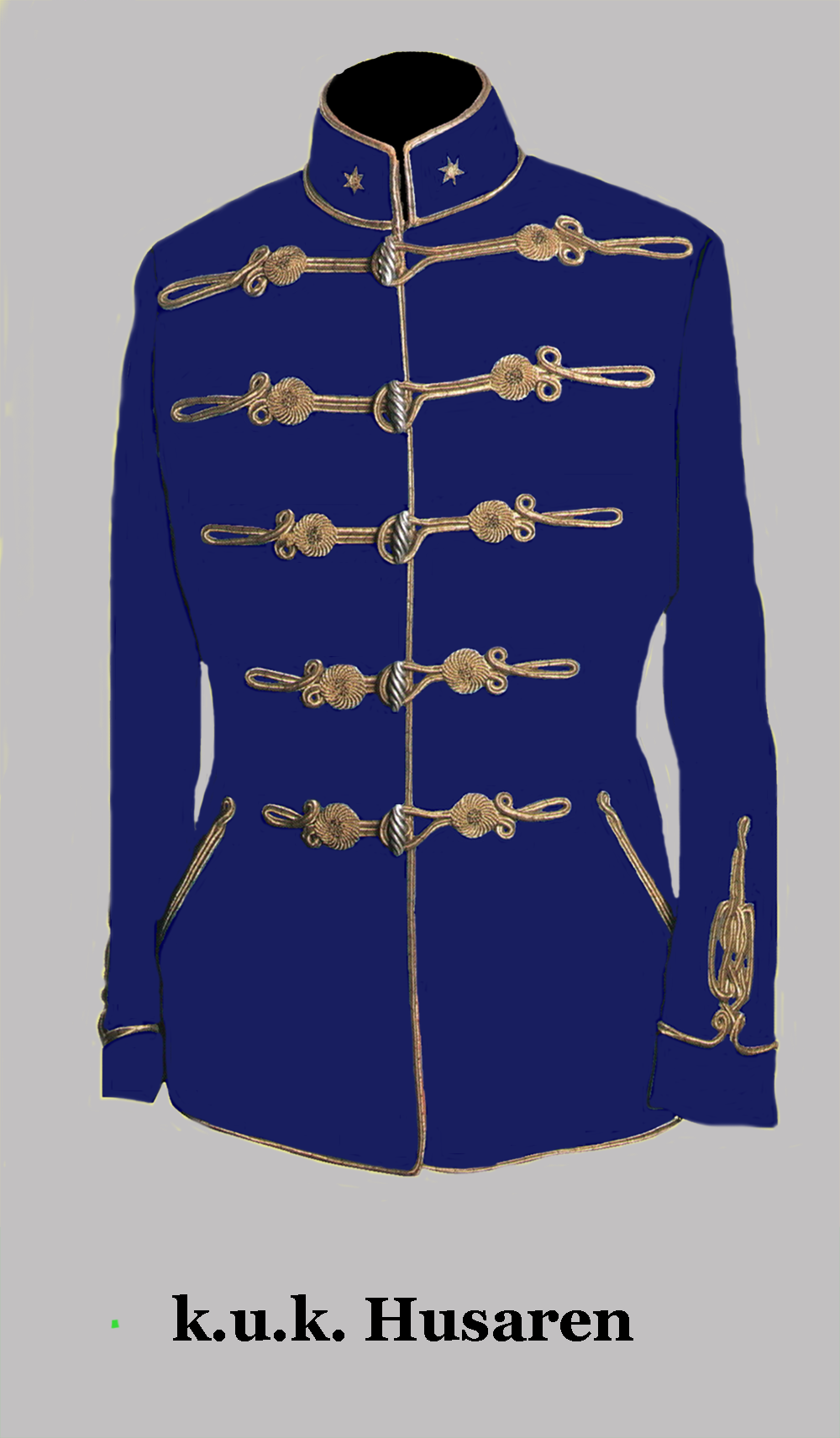
Leutnant
dunkelblaue Attila

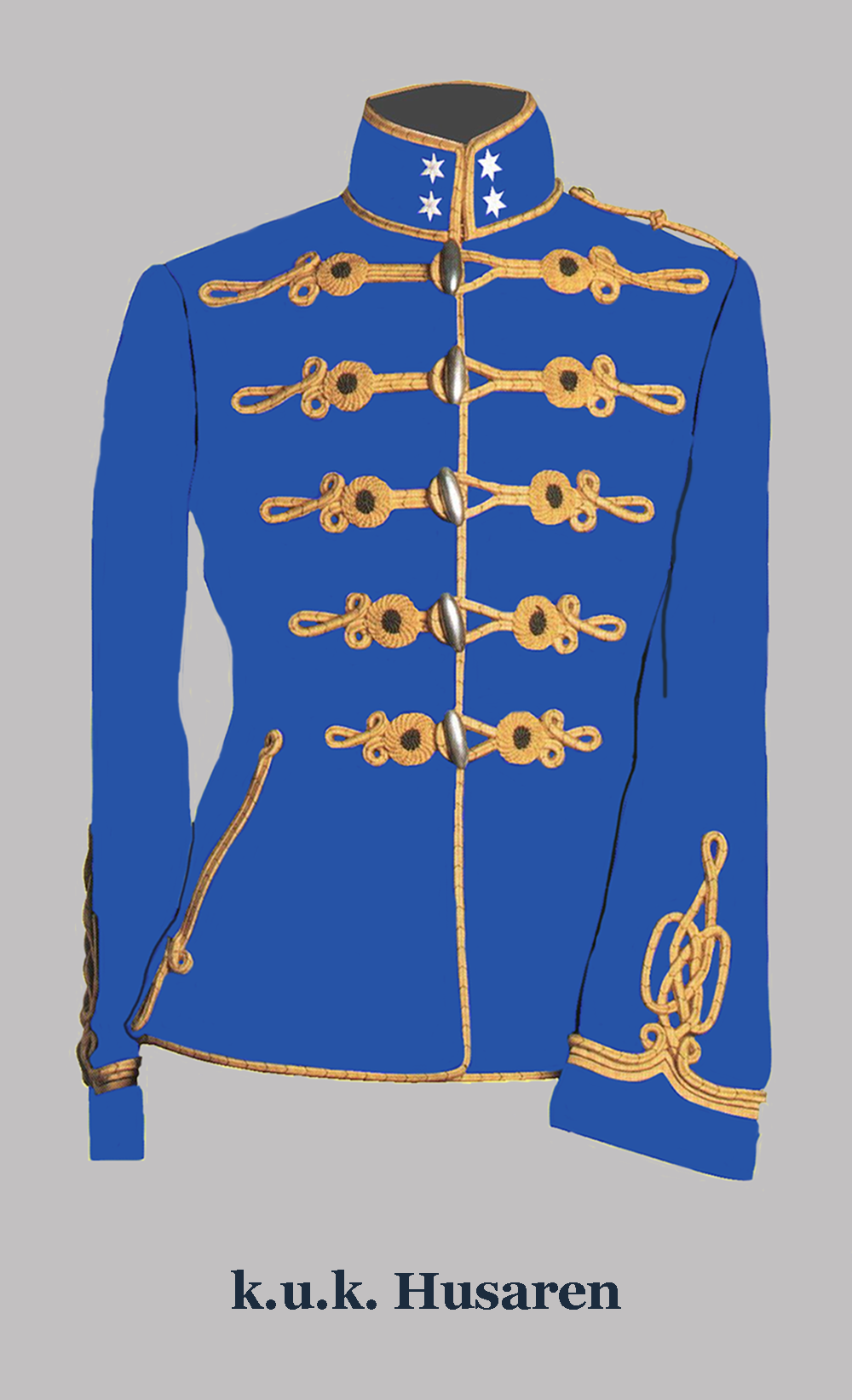
Korporal
lichtblaue Attila

- Paradeadjustierung für Offiziere

Zu Pferde hatte der Husarenoffizier mit dem Tschako, im Sommer mit der Attila und der umgehängten (im Winter angezogenen) Winterattila, den krapproten Stiefelhosen und den Tschismen mit goldenen Rosetten zu erscheinen. Es mussten die Kartusche und alle Dekorationen, die Großkreuze jedoch ohne Bänder angelegt werden, Bewaffnung nach Vorschrift.
Zu Fuß wie oben beschrieben, jedoch durften die Pelzbekleidungsstücke nie umgehängt getragen werden.
- Paradeadjustierung für Unteroffiziere und Mannschaften

Zu Pferde hatte der Husar vollständig mit Tschako und der angezogenen Attila allein, oder zugleich mit umgehängter Pelzattila ausgerüstet zu sein. Die Feldgeräte wurden nicht mitgeführt. Der Mantel hatte im Sommer nur bei zweifelhaftem Wetter mitgenommen zu werden, jedoch immer bei Regen. Das Pferd war den Bestimmungen entsprechen gesattelt und gezäumt, Packtornister und Menageschale wurden nicht mitgeführt. Zu Fuß galten die gleichen Bestimmungen. Bewaffnung mit dem Säbel.
- Marschadjustierung für Offiziere

Die Pelzattila wurden auf jeden Fall – angezogen oder umgehängt – mitgeführt. der Mantel wurde stets, so nicht getragen, auf den Sattel geschnallt. Sollte es im Sommer regnen, so konnte der Mantel gegen die Attila, die dann anstelle des Mantels auf den Sattel geschnallt werden musste, ausgetauscht werden. Zusätzliche Bewaffnung war der Revolver samt Tasche. Eine Kartentasche aus schwarzbraunem Leder und ein Feldstecher konnten mitgeführt werden.
- Marschadjustierung für Unteroffiziere und Mannschaften

Analog zu der der Offiziere, jedoch ohne die gesonderten Ausrüstungsstücke. Bewaffnung gemäß den Vorschriften.

## Bewaffnung
- Schusswaffen

Standardmäßig waren alle Kavallerieregimenter mit dem Mannlicher Repetierkarabiner M 1890 mit Geradezug-Kolbenverschluss und Kastenmagazin für fünf Patronen im Mittelschaft ausgestattet. Diese Waffe führten die vier rangjüngsten Korporale, die berittenen und unberittenen Husaren, Patrouilleführer und Fahrsoldaten – ausgenommen die Mannschaft der Stabskavallerie und der Telegraphenpatrouille.
Offiziere führten den Offiziersrevolver, Mannschaften und Unteroffiziere, denen kein Gewehr zugewiesen war, trugen den Gasser Armeerevolver M 1870/74. Dieser war in einer aus braunem Oberleder gefertigten Revolvertasche mit Tragriemen untergebracht.
Der Patronentaschenleibriemen war aus braunem Oberleder gefertigt und wies eine Länge von 110 Zentimetern und eine Breite von 5,3 Zentimetern auf. Am Schnallenende hatte er eine Verbreiterung, die als Unterlage für die verzinnte Rollenschnalle diente. Das offene Ende verjüngte sich und wies 5 Dornlöcher auf. Dieser Leibriemen wurde nur von den mit Revolvern bewaffneten Mannschaften verwendet. Wegen der Patronentaschen wurde der Riemen so um den Leib geschnallt, dass die Schließe hinter die linke Hüfte zu liegen kam. Für die mit Karabinern ausgerüsteten Reiter hatte der Leibriemen eine zusätzlich Strupfe, die dazu diente diese Waffe am Körper zu fixieren.
In der Regel mit keiner Schusswaffe waren die Sanitätsgehilfen, die Bandagenträger, die Fleischhauer, die Rechnungshilfsarbeiter, die Kurschmiede, die Büchsenmacher und die Eskadronsriemer ausgerüstet.
- Blankwaffen

Als Säbel wurde der Kavalleriesäbel M 1869 verwendet. Der Offizierssäbel glich jenem der Mannschaften, jedoch war der Griff mit versilbertem Draht abgebunden, der Korb durchbrochen, verziert und poliert. Vorgeschrieben war der Kavalleriesäbel für alle Offiziere, Unteroffiziere und Mannschaften mit Ausnahme der Sanitätsgehilfen, der Fleischhauer und Fahrsoldaten, diese trugen den Pioniersäbel.
- Portepee

Das Portepee der Kavallerieoffiziere glich jenem der der Offiziere der Infanterie, hatte jedoch zusätzlich eine Schubschleife und wurde auf die gleiche Art wie bei den Unteroffizieren am Säbel befestigt.
Die Unteroffiziere trugen an den Säbel Portepees aus kaisergelb-schwarzer Schafwolle, Kadetten solche von Seide.
Die Mannschaften führten anstelle der Portepees Säbelhandriemen aus rotem, juchtenartigem Leder, bestehen aus dem Handriemen samt Quaste und den beiden Flechtringen.

## Anmerkung
Das österreichische (später österreichisch-ungarische) Kavallerie-Regiment bestand zunächst aus vier, später aus drei Divisionen.

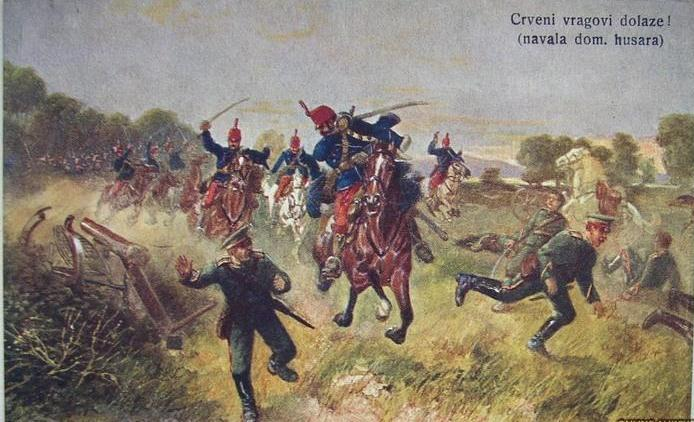
Husaren greifen eine russische Artilleriestellung an

Eine Division beinhaltete in einem Kavallerie-Regiment drei Eskadronen. Die drei Divisionen (Bataillone) des Regiments wurden (theoretisch) jeweils vom Oberst, dem Oberstleutnant und dem Major geführt. Daher rührt auch die jeweilige Bezeichnung. (Die frühere 4. Division wurde als 2. Majors-Division bezeichnet.)
1860-67 wurden die Kavallerie-Regimenter nochmals auf nunmehr zwei Divisionen reduziert.
Bis zum Jahre 1798 wurden die Regimenter nach ihren jeweiligen Inhabern (die nicht auch die Kommandanten sein mussten) genannt. Eine verbindliche Regelung der Schreibweise existierte nicht. (z. B. Regiment Graf Serbelloni – oder Regiment Serbelloni.) Nach 1798 galt vorrangig die nummerierte Bezeichnung, die unter Umständen mit dem Namen des Inhabers verbunden werden konnte.
Bedingt durch diese ständige Umbenennung sind die Regimentsgeschichten der österreichisch-ungarischen Kavallerie nur sehr schwer zu verfolgen. Hinzu kommt die ständige und dem Anschein nach willkürliche, zu Teil mehrfache Umklassifizierung der Verbände. (Zum Beispiel: K.u.k. Dragonerregiment „Fürst zu Windisch-Graetz“ Nr. 14)
Im Jahre 1915 wurden alle Ehrennamen ersatzlos gestrichen. Die Einheiten wurden von da ab nur noch mit ihren Nummern bezeichnet (beispielsweise „Husarenregiment Nr. 1“) Dies ließ sich in der Praxis jedoch nicht durchsetzen, einerseits weil sich niemand daran hielt, andererseits weil die sehr sparsame k.u.k. Militärverwaltung angeordnet hatte, zunächst alle noch vorhandenen Formulare und Stempel aufzubrauchen!

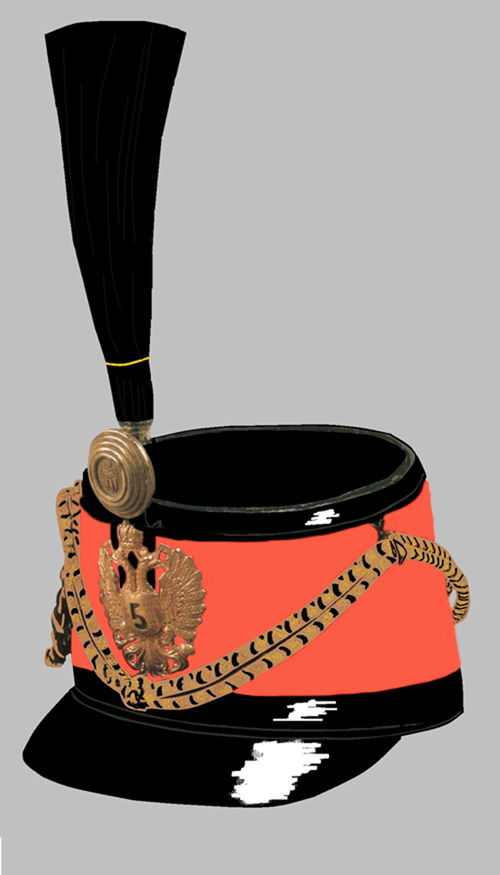
Regimenter:4/5/8/14
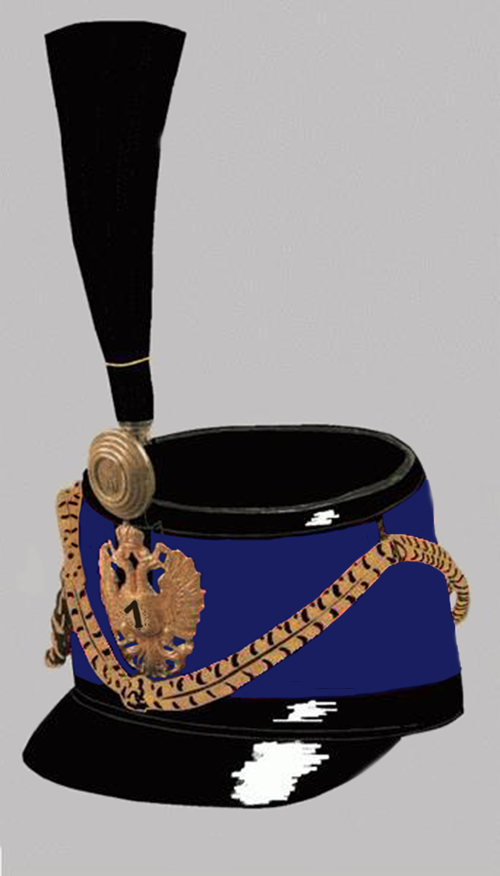
Regimenter:1/13
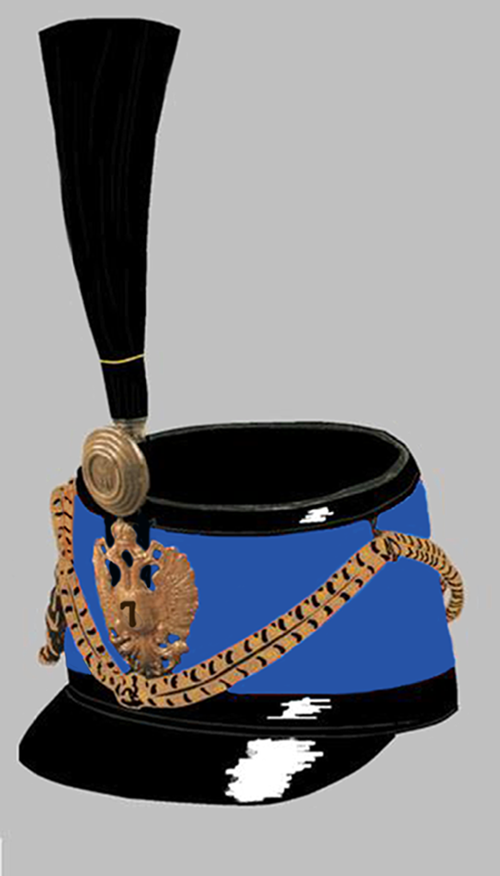
Regimenter:7/10
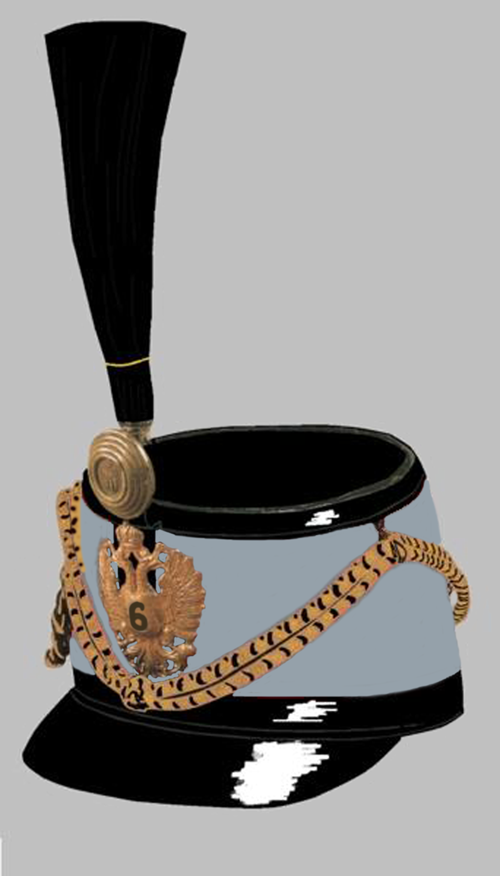
Regimenter:6/11/15/16
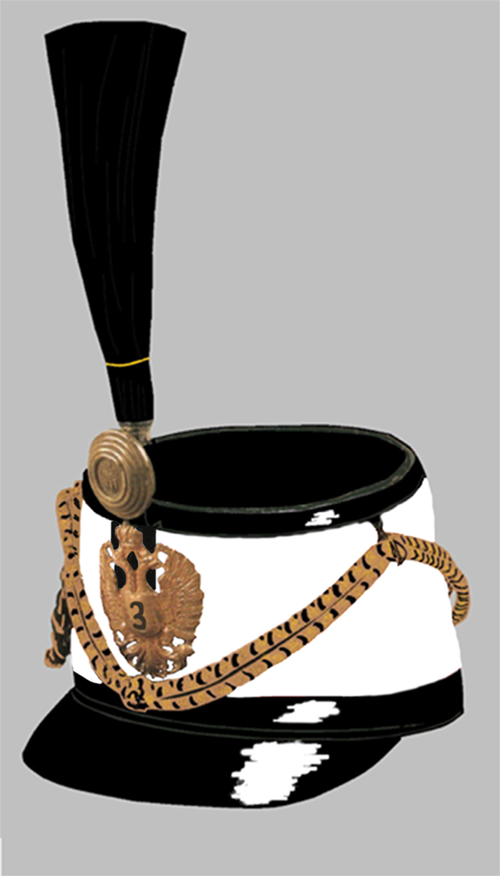
Regimenter:2/3/9/12

## Museale Rezeption
Im Wiener Heeresgeschichtlichen Museum sind vielerlei verschiedene Uniformen und Waffen der Husaren aus einem Zeitraum von der zweiten Hälfte des 18. Jahrhunderts bis zum Ende des Ersten Weltkriegs 1918 ausgestellt.